# London Missionary Society
Die London Missionary Society (LMS) war eine christliche überkonfessionelle Missionsgesellschaft in Großbritannien. Sie ist heute Teil des weltweiten Council for World Mission (CWM), einer weltweiten Vereinigung christlicher Kirchen zum Zweck der Mission.

## Geschichte
Die London Missionary Society wurde am 21. September 1795 in London zunächst unter dem Namen „The Missionary Society“ gegründet, mit der Absicht, Christen aller Denominationen zum Dienst in der Mission zu vereinen. Die Gründungsversammlung fand im Hotel Castle and Falcon in der Aldersgate Street unter Teilnahme einer großen Zahl von Geistlichen und Laien statt. Die Leitung lag dabei in den Händen von John Love und William Shrubsole, die beide von den Versammelten zur Führung des Sekretariats bevollmächtigt wurden.
Obgleich inspiriert durch eine Idee William Careys, des Gründers der „Baptist Missionary Society“, war die LMS von Beginn an keine rein durch eine spezielle Glaubensausprägung bestimmte Missionsgesellschaft. Sowohl Presbyterianer, Anglikaner als auch Kongregationalisten gehörten von Beginn an zum Kreis der Förderer und Missionare. Der überkonfessionelle Charakter der LMS war gekennzeichnet durch das 1796 verfasste „Fundamental Principle“. Darin kommt zum Ausdruck, dass die Mission weder der Verbreitung „des Presbyterianismus, des Independentismus, noch des Episkopalismus oder einer anderen Form kirchlicher Organisation“ dienen soll, sondern allein die Verbreitung des „herrlichen Evangeliums des gesegneten Gottes“ (englisch: „the glorious Gospel of the Blessed God“) zum Ziel hatte. Die Vereinbarung kann als erstes Anzeichen der aufkommenden Ökumenischen Bewegung im ausgehenden 18. Jahrhundert in Europa und Amerika gewertet werden. Allerdings schafften bald sowohl die Church of England als auch die Presbyterianische Kirche eigene missionarische Strukturen, so dass die LMS durch diese Kirchen fortan wenig Unterstützung erhielt.
Die ersten Missionare der LMS reisten 1797 in den Südpazifik aus. Insgesamt 13 Männer, fünf Frauen und zwei Kinder errichteten Missionsstationen in Tahiti, Tonga und Marquesas.
Im Jahr 1799 nahmen erste Missionare der LMS ihre Arbeit am Kap der Guten Hoffnung in Südafrika auf, später im heutigen Botswana und Simbabwe. Zu den Missionaren der LMS in Afrika gehörten unter anderem auch John Philip und David Livingstone, die versuchten, indigene Interessen gegen die Ansprüche der Siedler zu verteidigen. Unter den Teilnehmern der Livingstone-Expedition, von dessen Ideen inspiriert, befanden sich u. a. die jungen Missionare James Stewart und Elizabeth Waterston.
Die europäische Besiedlung des Territoriums von Namibia entwickelte sich aus Stationen der LMS, die entlang des Oranje angelegt worden waren. Seit 1807 sind deren erste Aktivitäten nördlich des Flusslaufes belegt, die ersten Stationen befanden sich in Warmbad und Blydeverwacht.
In Guyana und in der Karibik engagierten sich Missionare der LMS im Kampf gegen die Sklaverei. In China wurde die LMS eine der größten Missionen. Einen belletristischen Niederschlag fand die Tätigkeit der LMS in China in Stephan Thomes Roman Gott der Barbaren (Berlin 2018). Im 19. Jahrhundert, zum Zeitpunkt ihres größten Engagements, beschäftigte die LMS rund 250 Missionare.
Im Jahr 1966 ging die LMS im Congregational Council for World Mission auf, die ihrerseits 1977 in das Council for World Mission (CWM) überging.